# Вулиця Вірменська (Івано-Франківськ)
Вулиця Вірменська — невелика вулиця в центрі Івано-Франківська, одна з найстаріших в місті. Веде від вул. Страчених Націоналістів до вул. Олени Степанів.

## З історії вулиці
Заснована на початку XVIII ст. в межах колишнього середмістя, тобто всередині фортечних стін.
В цьому районі міста (на схід від площі Ринок) колись проживали перші поселення вірмен, що прибули до Станіслава в другій половині XVII ст.
Лише в середині XIX ст. вулиця отримала свою першу назву: Антоневича. З історії місцевих вірмен відомо про трьох представників цього прізвища. Це настоятелі вірменської церкви Домінік (1775—1795), Антон (1795—1815) та повстанець 1831 р., керівник загону національної ґвардії під час революції 1848-го, поет Микола Антоневич. Немає точних даних яке ім'я з них у назві вулиці. 
Від 1945 р. вулиця іменувалася Єреванською, а з 1991-го — Вірменською. Вона точніше передає історичну пам'ять про вірменську дільницю.

## Забудова

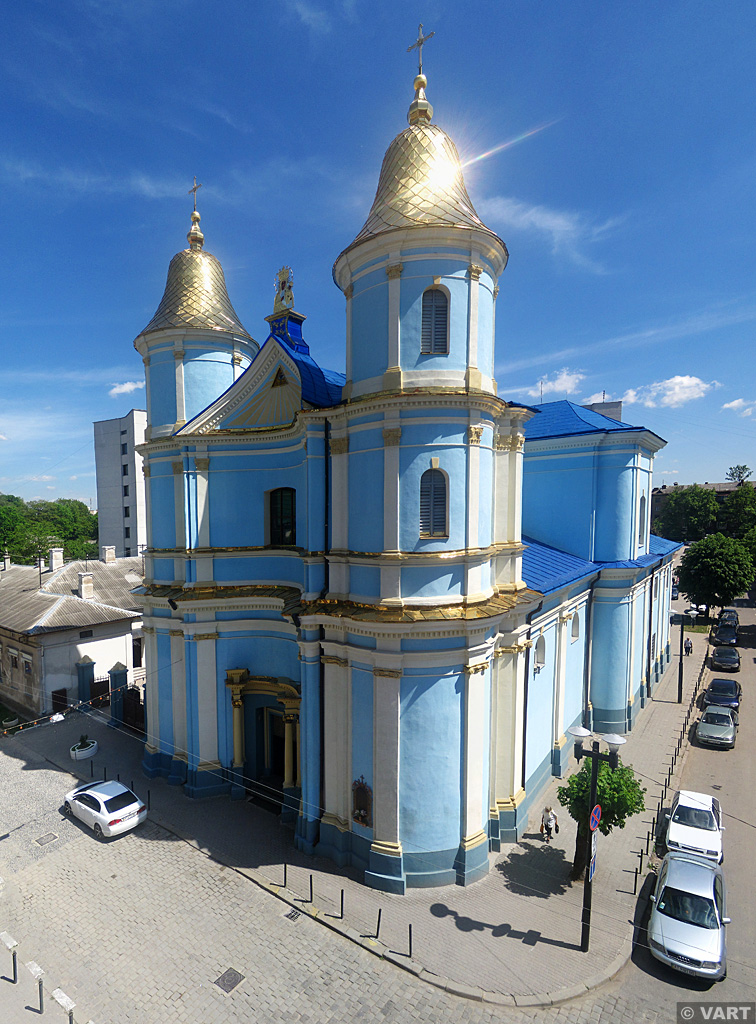
Вірменська церква (вул. Вірменська, 6)

Раніше по правій стороні вулиці знаходилися два визначні християнські храми, які були розібрані на початку XIX ст.:
- на початку вулиці було подвір'я української церкви Св. Воскресіння (існувала 1670—1815);
- наприкінці — костьол монастиря тринітарів (1732—1830).

### Будівлі
№1. Пам'ятка архітектури XIX ст.

Будинок був двоповерховий. Перебував в аварійному стані, зберегти його було неможливо. Після знесення в 2012 р. на його місці збудований італійський ресторан FABBRICA.
№2. Пам'ятка архітектури місцевого значення

(18-19 ст.) Житловий будинок.
№3. Пам'ятка архітектури місцевого значення

(1908) Житловий будинок.
№4. Пам'ятка архітектури місцевого значення

(1890-і рр.) Житловий будинок.
№5. Пам'ятка архітектури місцевого значення

(1903) Житловий будинок.
№6. Пам'ятка архітектури національного значення

(1763) Колишній вірменський костел (сьогодні — Покровський катедральний собор ПЦУ).
№8. Пам'ятка архітектури місцевого значення

(1762) Келії Вірменського костелу.

## Галерея

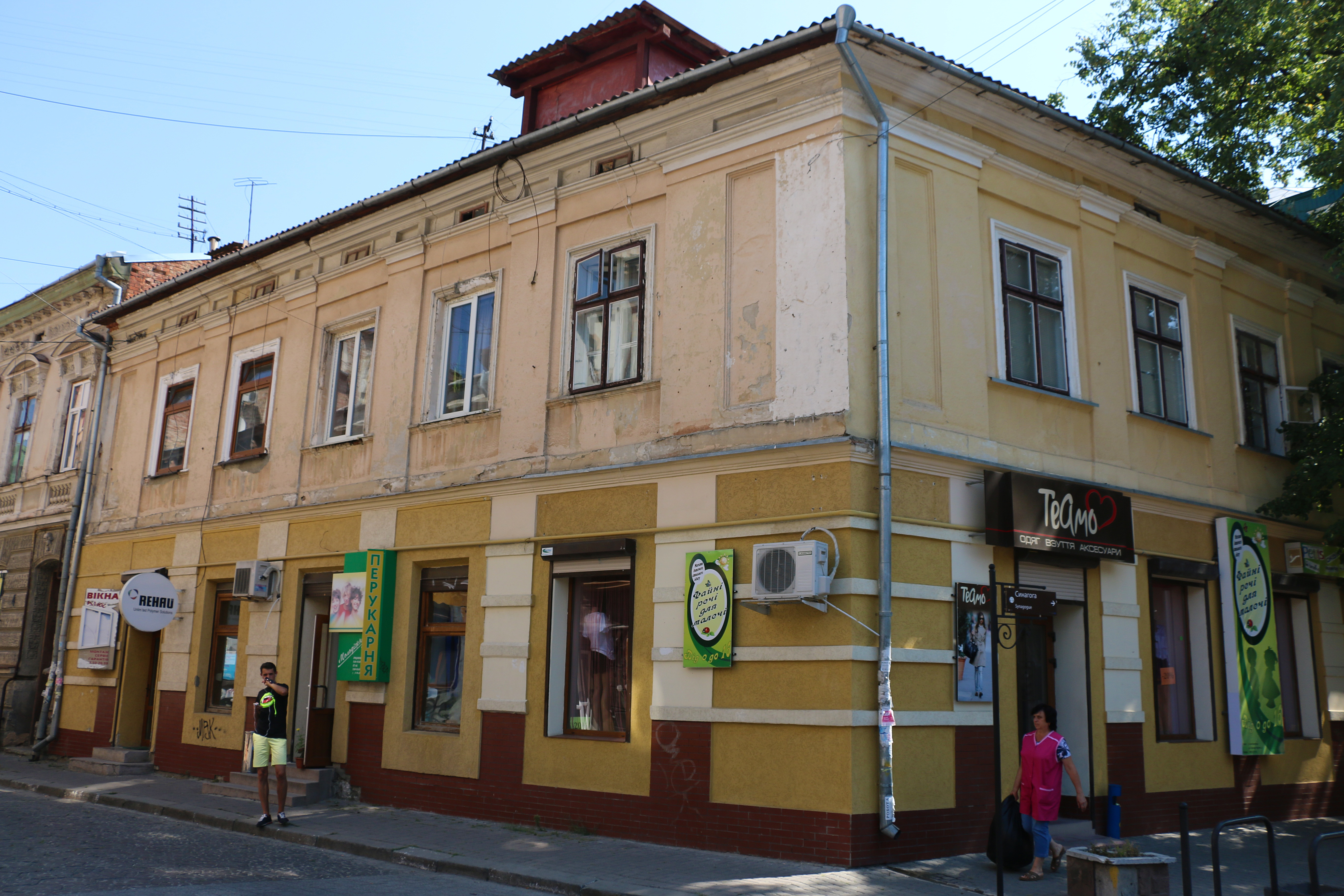
Будівля №2
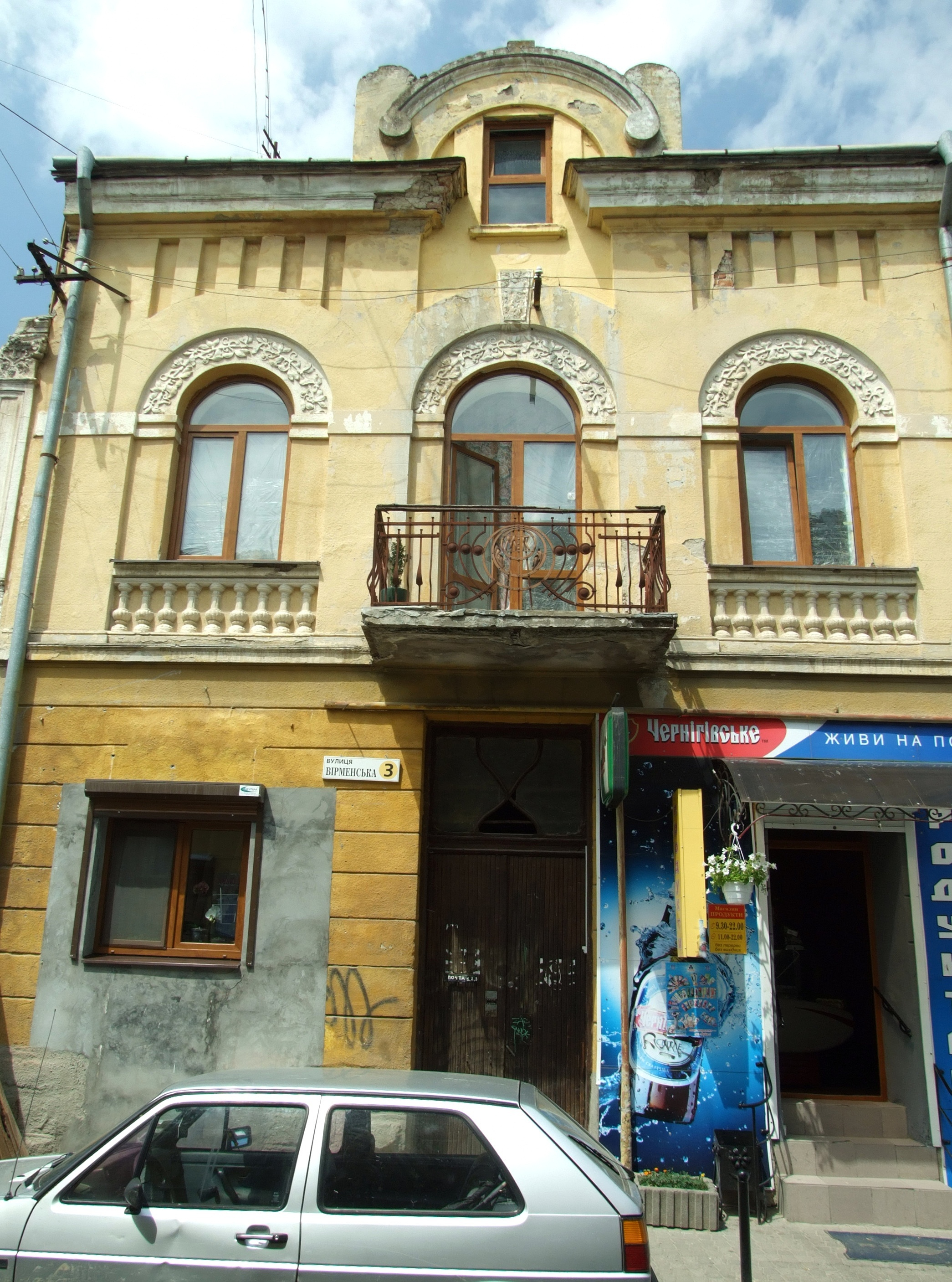
Будівля №3
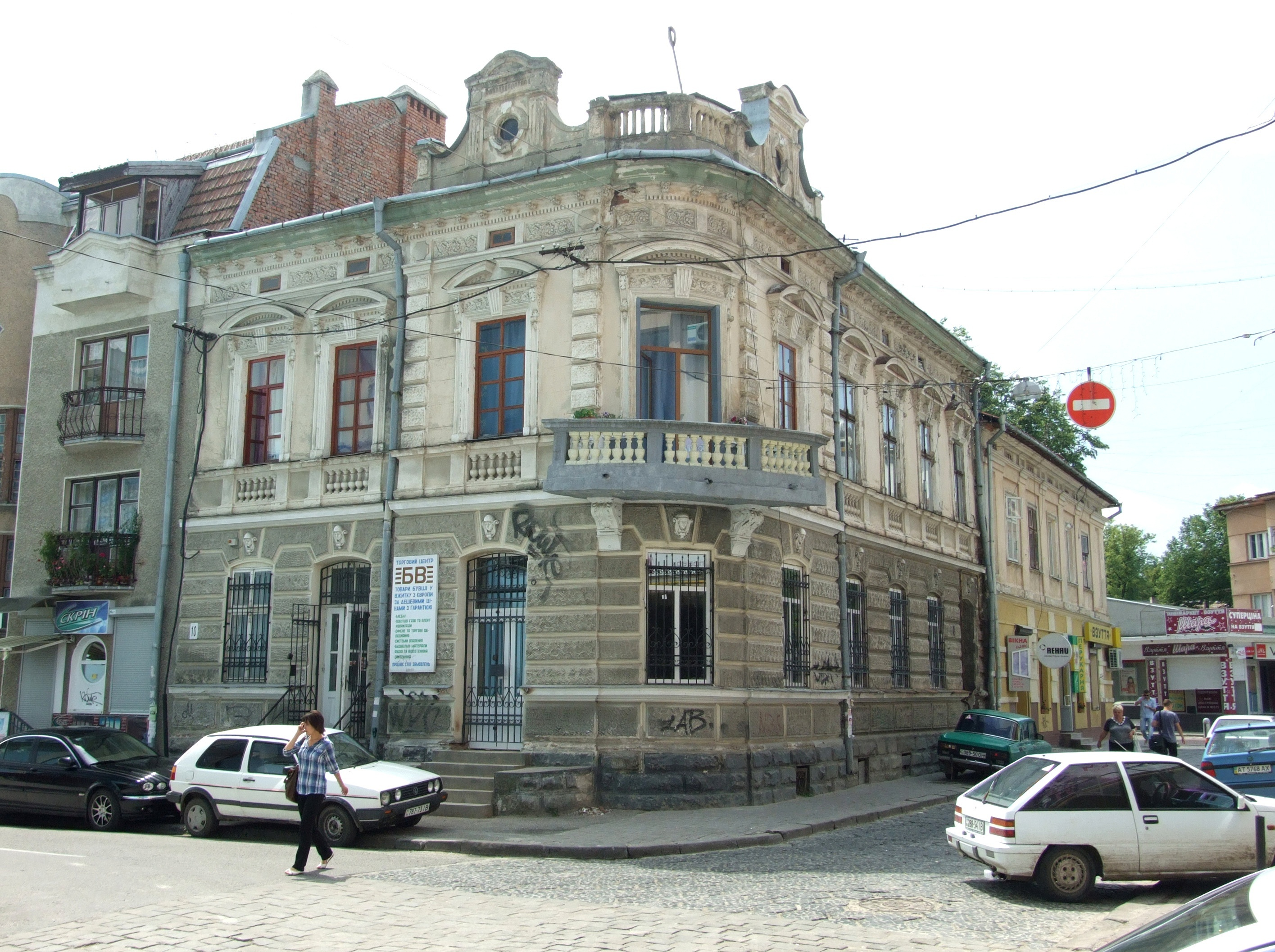
Будівля №4
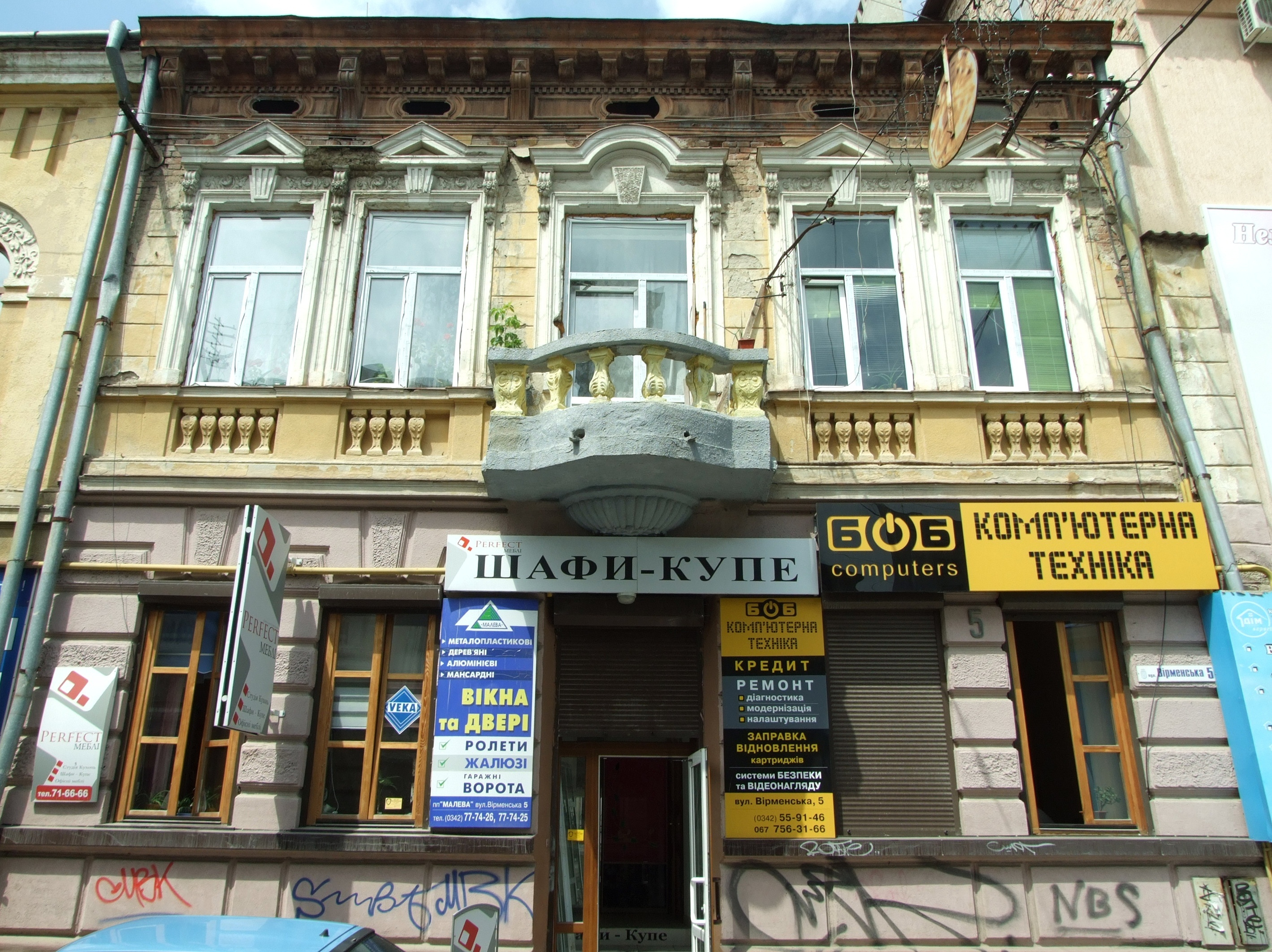
Будівля №5
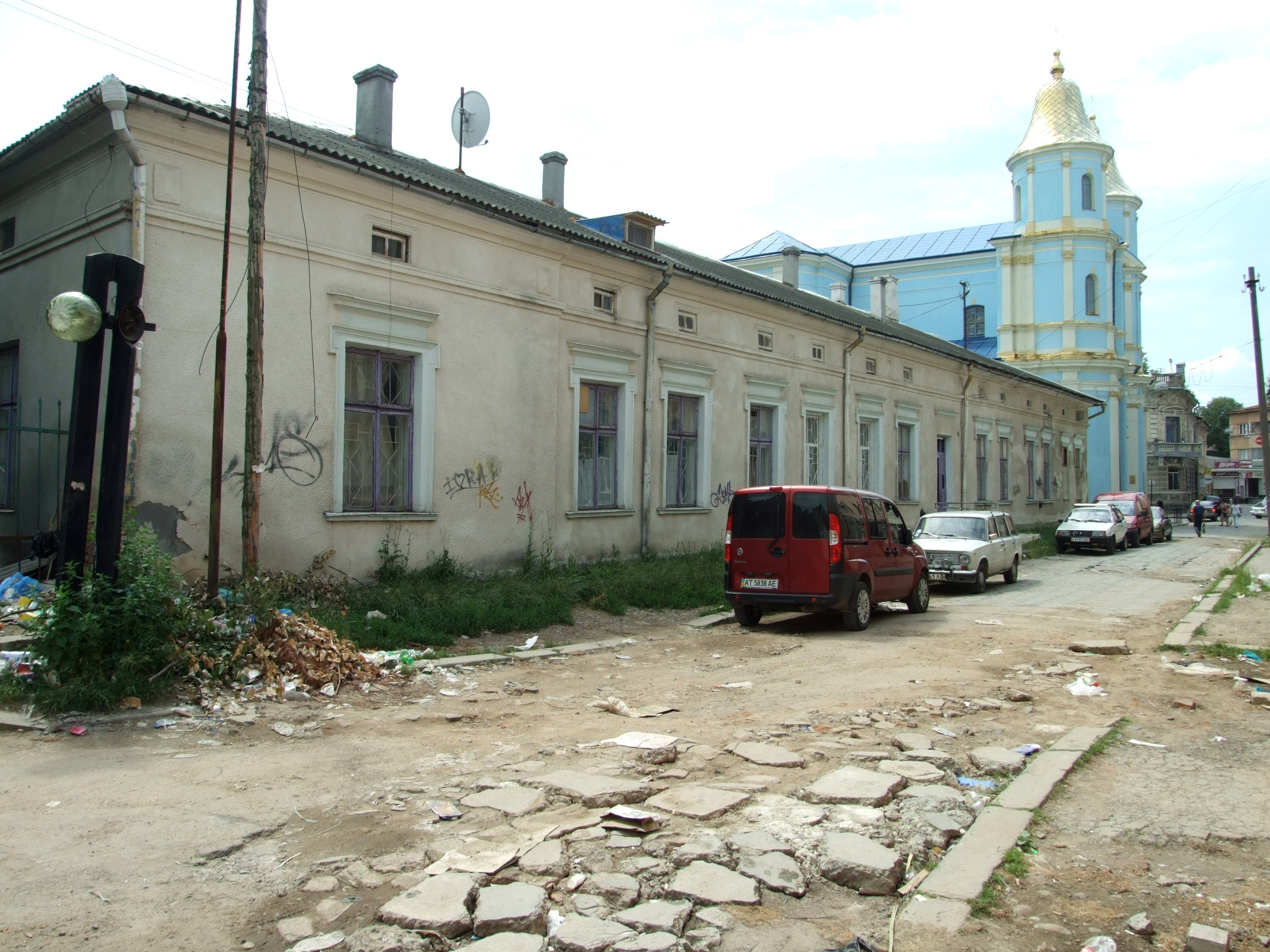
Будівля №8